# ادریس دانشفر
ادریس دانشفر (زاده ۱۳۶۸ - بندر ترکمن) والیبالیست اهل ایران است.
وی سابقه بازی در تیم‌های نئوپان گنبد، استقلال گنبد، هاوش گنبد، باریج اسانس و آلومینیوم المهدی و نوین کشاورز ، عمران شهرداری ساری ، ثامن الحجج مشهد ، شهرداری تبریز، شهرداری گنبد و کاله آمل را دارد. دانشفر عضو تیم ملی نوجوانان و جوانان بود. وی در مسابقات والیبال قهرمانی زیر ۱۹ سال پسران جهان در سال ۲۰۰۷ در مکزیک به همراه تیم ملی والیبال نوجوانان ایران به مقام قهرمانی جهان رسید و نخستین مدال طلای ورزش ایران در رشته‌های تیمی در دنیا را کسب کرد.